# Honda FC
Honda Football Club (em japonês:  ホンダFC Honda Efu Shi) é um clube de futebol do Japão, sediado em Hamamatsu. É o maior vencedor da Japan Football League (quarta divisão do futebol japonês), com 8 títulos.

## História
Fundado em 1971 como Honda Motor Hamamatsu Soccer Club, o clube pretendia ingressar na primeira edição da J. League, em 1993. Além de mudar a sede para Saitama]], usaria o nome Urawa Winds, porém desistiu após decisão da Honda, que preferiu continuar em Hamamatsu e acreditava que a mudança seria uma traição aos torcedores, além de manchar o nome da empresa.
Em 1996, após vencer a Japan Football League, houve uma segunda tentativa para ser um clube profissional (desta vez com o nome Acute Hamamatsu), e novamente declinou, uma vez que seu estádio não estava apto a receber jogos profissionais e também a escassa presença de público nas arquibancadas - o estádio do Honda FC ficava próximo do Yamaha Stadium, onde o Júbilo Iwata mandava suas partidas. Ambos faziam um das maiores rivalidades na época amadora do futebol japonês (Dérbi Tenryu).
Desde a reorganização da JFL, o Honda FC permanece até hoje com estatuto de clube amador, tendo vencido 8 vezes a competição, além de ter participado 38 vezes da Copa do Imperador - nesta última, seu melhor desempenho foi em 1986, 1990 e 1991, quando foi semifinalista da competição em todas.

## Manutenção do amadorismo
Embora seja um dos principais clubes da JFL, o Honda FC não pretende mudar seu estatuto, que permanece amador. O motivo seria uma possível perda de apoio corporativo, e os torcedores das demais equipes que brigam para conseguir o profissionalismo apelidaram-no de "Porteiros da JFL", de forma respeitosa e até ressentida.

## Títulos
- Japan Football League: 9 (1996, 2001, 2002, 2006, 2008, 2014, 2016, 2017 e 2018)
- Japan Soccer League Division 2: 2 (1978 e 1980)
- Japan Football League Division 2: 1 (1993)